# Nawigacja inercyjna
Nawigacja inercyjna, nawigacja bezwładnościowa, nawigacja inercjalna, INS (ang. Inertial Navigation System) – nawigacja polegająca na pomiarze przyśpieszeń działających na obiekt oraz prędkości kątowych w celu określenia jego orientacji i położenia (jako nawigacja zliczeniowa). Najczęściej stosowana jest do pomiaru orientacji obiektów nieposiadających innych punktów odniesienia (np. wielopunktowego kontaktu z podłożem). Urządzenia tego typu są szeroko używane do stabilizacji m.in. statków wodnych, powietrznych i kosmicznych, platform stabilizowanych czy platform balansujących (np. Segway HT).

## Typy układów nawigacji inercyjnej
Można wyróżnić dwie podstawowe klasy układów nawigacji bezwładnościowej:
- bez układów odniesienia
- z układami odniesienia.

Pierwsze z nich stanowią rozwiązanie historyczne – operator przed uruchomieniem systemu musiał ręcznie wprowadzić ustawienia kątów, położenia i prędkości (dla nawigacji zliczeniowej). Układy tego typu były szczególnie narażone na dryf oraz błąd systematyczny czujników, przez co ich wskazania obarczone były błędem, którego wartość rosła w czasie.
Nowoczesne systemy (AHRS, IMU) posiadają wewnętrzne źródło sygnału odniesienia, pozwalające na ustalenie orientacji początkowej oraz kompensację dryfu oraz błędu systematycznego czujników.

### IMU
IMU (ang. inertial measurement unit) jest jednostką do nawigacji inercyjnej wyposażoną w jeden lub wiele trójosiowych żyroskopów i trójosiowych przyspieszeniomierzy. Rozwiązanie to pozwala na dokładne śledzenie orientacji obiektu w dwóch osiach. Pomiar azymutu odbywa się metodą zliczeniową, przez co podatny jest na zjawisko dryfu.

### AHRS
System AHRS (ang. attitude and heading reference system) stanowi uzupełnienie IMU o pomiar pola magnetycznego Ziemi przy użyciu magnetometru, dzięki czemu układ jest w stanie dokładnie śledzić orientację obiektu we wszystkich trzech osiach. Wyznaczanie orientacji odbywa się najczęściej przy użyciu algorytmów bazujących na filtrze Kalmana lub pochodnych Algorytmu Madgwicka.

## Urządzenia stosowane do budowy układów nawigacji inercyjnej

### Żyroskop
Jest to czujnik dostarczający informacji o prędkości kątowej obiektu, stanowiący podstawę działania układu nawigacji bezwładnościowej. Dzięki jego obecności możliwe jest  śledzenie zmian orientacji obiektu, a przy znajomości orientacji początkowej także jego orientacji bezwzględnej.
Urządzenia tego typu początkowo były wykonywane mechanicznie jako masywny, obracający się z dużą prędkością wirnik oraz układu śledzącego zmiany jego położenia. Jego zasada działania polegała na wymuszaniu precesji wirnika zgodnie z zasadą wahadła Schulera. Rozwiązania te cechowały się wysoką dokładnością, lecz jednocześnie niską wytrzymałością mechaniczną oraz odpornością na przeciążenia.
Rosnące, wraz z rozwojem techniki rakietowej oraz lotniczej, wymagania stawiane żyroskopom sprawiły, iż opracowano mikroukłady elektromechaniczne cechujące się miniaturowym rozmiarem oraz większą odpornością na przeciążenia – jednak kosztem dokładności i podatności na wpływ temperatury. Układy tego typu chętnie stosowane są do stabilizacji bezzałogowców, ponieważ mają niską wagę i cenę oraz posiadają interfejsy analogowe lub cyfrowe do komunikacji z mikroprocesorami.

### Przyspieszeniomierz
Jest to czujnik, zwykle mikroukład elektromechaniczny, dostarczający informacji o wypadkowej sile działającej na obiekt. Ze względu na fakt, iż podczas poruszania się obiektu w stanie ustalonym działa na niego jedynie siła grawitacji, jest on chętnie stosowany do pomiaru wektora grawitacji jako układu odniesienia. Pomiary dokonywane przez ten czujnik mogą być także wykorzystywane do nawigacji zliczeniowej. Współcześnie przyśpieszeniomierze, podobnie do żyroskopów, wytwarzane są jako układy MEMS. Układu tego typu są wrażliwe na zmiany temperatury co rzutuje bezpośrednio na jakość pomiarów.

### Magnetometr
Kolejnym elementem używanym przez jednostki nawigacji bezwładnościowej jest magnetometr, mierzący ziemskie pole magnetyczne, wykonany zazwyczaj także jako układ scalony.